# Elaphognathia monodi
Elaphognathia monodi är en kräftdjursart som först beskrevs av Gurjanova 1936.  Elaphognathia monodi ingår i släktet Elaphognathia och familjen Gnathiidae. Inga underarter finns listade i Catalogue of Life.